# 삼국전투기
《삼국전투기》는 대한민국의 만화가 최훈이 연재하던 웹툰이다. 《삼국지》라는 소재를 여러 미디어로 패러디한 패러디 만화로, 《삼국지》와 《삼국지연의》의 내용을 혼합하였다. 2006년 1월 11일 《삼류 스타 삼국지(36★397)》라는 타이틀을 가지고 조인스닷컴 내의 일간스포츠에서 연재를 시작하였다. 2008년 6월 25일 시즌1을 마무리하고 2010년 1월 6일부터 네이버 웹툰으로 옮겨가 연재하다가 2016년 2월 24일 완결하였다. 이후 2011년 단행본(5권_출판사 길찾기)으로 출간했다.

## 줄거리
- 삼국전투기는 여러 가지 애니메이션이나 다른 만화의 캐릭터들을 삼국지의 등장인물에 패러디시켰으며 삼국지 연의와 정사 삼국지에서 최훈 작가가 임의로 선택하여 시나리오를 엮어가고 있으며, 때로는 작가가 스토리 전개상 사건들을 추가, 수정, 삭제하기도 한다.
- 삼국전투기는 삼국지연의계열의 작품들 중 이례적으로 후반부의 스토리가 충실한 것으로 알려져 있다. 제갈량 사망 이후의 삼국통일 과정까지 상세하게 다루어 좋은 평가를 받고있다.
- 2016년 2월 24일 수요일 마지막회를 연재하고 완결되었다.

## 등장 인물

### 위
| 소속 | 인물   | 패러디 요소                                                 | 설명 |
| ---- | ------ | ----------------------------------------------------------- | --- |
| 위   | 장료   | 오리지널 캐릭터                                             | 삼국전투기의 주인공이다. 이 때문에 패러디가 아니라 해당 캐릭터를 최훈 화백이 직접 창조했다.                                                                       |
| 위   | 조조   | 《기동전사 건담》 샤아 아즈나블                             | 1화부터 등장. 원소의 친구. 동탁 암살에 실패한 뒤 진류에서 거병하고, 이후 쟁쟁한 군웅들을 제압하며 큰 세력을 형성한다.                                             |
| 위   | 조비   | 《기동전사 건담》 샤아 아즈나블                             | 젊었을 때의 조조와 같은 모습을 하고 있다. 작가는 조비를 위대한 현대적 리더인 동시에 "사이코"라고 부른다.                                                          |
| 위   | 조창   | 《기동전사 건담》 크와트로 버지나                           | 조조의 아들 중 최고의 용맹을 지녔다. 하지만 조조가 늙었을 때에야 그 능력이 발휘되어 후계자 경쟁에 합류하지는 못한다.                                              |
| 위   | 조식   | 《기동전사 건담》 카스발 렘 다이쿤                          | 학문과 학식이 깊어 문예에 출중하다. 정의나 양수의 지지를 받지만 조비에게 밀려 제위에 오르는 것은 실패한다.                                                        |
| 위   | 조진   | 《기동전사 건담》 풀 프론탈                                 | 명제(조예) 때 학소, 장합 등과 함께 제갈량의 공격을 막는다. |
| 위   | 하후연 | 《반지의제왕》 레골라스                                     | 천하의 이름난 명궁으로 뛰어난 활약을 펼치지만 정군산에서 황충의 화살에 숨을 거둔다.                                                                               |
| 위   | 하후돈 | 《반지의제왕》 아라곤                                       | 눈이 두 개일 때는 맹활약을 하지만 애꾸가 되면서 활약이 줄었다. |
| 위   | 조인   | 《기동전사 건담》 모빌슈트 자크                             | 다방면에 좋은 능력치를 보유해 하후돈 사후 대장군이 되었으나 56세의 나이로 급사한다.                                                                               |
| 위   | 조홍   | 《반지의제왕》 프로도                                       | 삼국전투기의 재미 요소를 위해 작가가 희생한 장수들 중 하나. 겁이 많고 능력에 비해 자만심이 과한 성격으로 그려진다. 좌절하면 몸이 커진다.                          |
| 위   | 사마의 | 《코드기어스》 를르슈                                       | 제갈량과는 라이벌 관계로 조휴, 조진, 장합의 사망으로 군권을 장악하고, 이어 왕랑, 종요, 진군, 동소, 화흠, 위진까지 죽으면서 황제 아래 최고 권력자가 된다.          |
| 위   | 순욱   | 아세아 프린스                                               | 원래 원소의 휘하에 있었으나, 재능을 인정받지 못해 조조에게 투항하였다. 이후 조조의 핵심 참모로 활약하지만, 과한 충언 때문에 좌천당하여 자결한다.                  |
| 위   | 가후   | 《근육맨》 라면맨                                           | 본래 장수의 휘하에 있어서 조조에게 연이은 참패를 안겼으나 장수와 함께 조조에 투항하여 활약을 떨친다.                                                              |
| 위   | 정욱   | 쿠사나기 츠요시                                             | 순욱, 가후 등과 함께 조조군의 핵심 참모로 활약한다. 여러 중요한 전투에 참가하여 계책을 낸다.                                                                      |
| 위   | 순유   | 신구                                                        | 뛰어난 모사로, 각종 전투에 나가 조조에게 승리를 안긴다. |
| 위   | 곽가   | 《취화선》 장승업                                           | 가후와 필적하는 대단한 지략가였지만 원상을 정벌하러 가던 중 풍토병으로 요절한다.                                                                                  |
| 위   | 만총   | 《무한의 주인》 만지                                        | 조조의 시작을 함께 한 무사로, 양봉 휘하에 있던 서황의 투항을 받아낸다. 늙어서는 합비에 주둔하며 여러 차례 손권의 맹공을 막아낸다.                                 |
| 위   | 전위   | 《기동전사 건담》 라라 아슨                                 | 조조의 호위무사. 조조를 구하기 위해 조앙과 함께 퇴로를 뚫다가 뇌여에게 죽는다.                                                                                    |
| 위   | 서황   | 《제이슨》 (가면을 썼을 때) 《쨩구박사》 (가면을 벗었을 때) | 양봉군의 에이스였으나, 만총의 제의로 조조에게 투항한다. 훗날 관우와의 전투에서 활약하지만 맹달 토벌 직전 병사한다.                                                |
| 위   | 악진   | 《반지의제왕》 김리                                         | 별명은 '작은 거인'으로, 여러 전투에서 공을 세웠으며 특히 합비에서 이전, 장료를 도와 대승을 거둔다.                                                                |
| 위   | 허저   | 《아스테릭스》 오벨릭스                                     | 전위와 필적하는 조조의 친위대장으로 마초의 공격으로부터 조조를 구한다. 노년에 사마의를 만나 문흠을 소개한다.                                                      |
| 위   | 방덕   | 《건즈&로지즈》 슬래쉬                                      | 서량에서 마초와 함께 이름을 날렸으나 후일 엇갈린 길을 걷는다. 번성 전투에서 조인을 지원하러 갔으나 되려 관우에게 죽는다.                                          |
| 위   | 이전   | 《기동전사 건담》 고기동형 걍                               | 학소와 함께 수성에서 절대적인 강자로, 큰 전투에서 부각되는 편은 아니었지만 오랫동안 조조의 휘하에서 활약을 펼친다.                                                |
| 위   | 우금   | 달러멘디                                                    | 하후돈 사후 청주병을 이끌기도 했으며, 조비와는 사이가 좋지 않았다. 한때 관우에게 사로잡혀 있다가 풀려났는데, 이것을 조비가 공격하자 수치심에 죽는다.              |
| 위   | 장합   | 《신조인간 케산》 케산                                      | 원소를 섬겼으나 곽도가 관도 대전 패전의 책임을 떠안겨 고람과 함께 조조에 투항하였다. 훗날 가정 전투 등에서 제갈량을 상대로 분투했지만 사마의에게 배척당해 죽는다. |
| 위   | 이통   | 이진번(이소룡)                                              | 다른 기록과 달리 이통을 관우에 필적하는 무사로 묘사했다. 강릉에서 능통과 관우를 맞아 싸웠으나 패배한다. 후일 마초와 맞섰으나 죽는다.                              |
| 위   | 엄상   |                                                             | 순욱이 추천한 인물로 양주자사를 맡고 있었으나 여강태수 이술에게 죽는다.                                                                                           |
| 위   | 채양   | 《소울칼리버》 볼도                                         | 관우를 증오하였으며 하후연, 고람과 함께 관·장·조 트리오와 여남에서 맞서지만 결국 관우에게 죽는다.                                                                 |
| 위   | 치려   | 《호빵맨》 세균맨                                           | 조조가 승상에 오른 뒤 어사대부에 앉힌 인물로, 조조의 눈엣가시였던 공융을 죽이는 데 이용된다.                                                                      |
| 위   | 공융   | 《호빵맨》 쨈 아저씨                                        | 북해 태수로 반 동탁 토벌군의 일원이었으며 후일 조조에게 밉보여 죽는다.                                                                                            |
| 위   | 최염   | 《삼국전투기》 최훈(작가 본인)                              | 작가의 캐릭터를 그대로 삽입한 것이 특징으로, 차기 황제로 조비를 지지하다가 정의의 모략으로 죽임을 당한다.                                                         |
| 위   | 종요   | 《최유기》 삼장                                             | 종회의 아버지 |
| 위   | 장기   | 《최유기》 저팔계                                           | 종요의 심복이자 조조의 모사로, 곽원의 원상군과 흉노의 협공을 마등과의 협력을 통해 막아낸다. 이후 하변 전투에서도 특유의 판단력으로 조홍에게 승리를 선물한다.      |
| 위   | 가규   | 《마스터 키튼》 키튼                                        | 가규-가충-가남풍으로 이어지는 역적가문의 시작 |
| 위   | 유연   | 《크레용 신짱》 사토 마사오                                 | 조조 밑에서 동군 태수로 있었으며 조조의 지원이 오기 전까지 안량으로부터 백마를 지켰다.                                                                            |
| 위   | 진규   | 《심슨 가족》 호머 심슨                                     | 본래 여포의 심복이었으나 조조와 몰래 협력해 여포를 무너뜨리는 데 일조했다.                                                                                        |
| 위   | 진등   | 《심슨 가족》 바트 심슨                                     | 진규의 아들로, 아버지와 함께 조조를 도와 여포를 멸망시켰으며 후일 손책을 죽이면서 서주를 다시 한 번 지킨다.                                                       |
| 위   | 설주   | 《보물섬》 실버                                             | 진등의 부장으로, 진규를 도와 여포의 몰락에 일조한다. |
| 위   | 유복   | 교수                                                        | 조조가 원소와 싸울 때 양주자사로 파견되어 합비성을 쌓는다. 이후 손권과 뇌박, 진란, 이술 등으로부터 합비를 지켜낸다.                                               |
| 위   | 가규   | 《밀러스 크로싱》 가브리엘번                                | 위의 장수로 곽원과 고간의 군대를 지체시키며 옹주를 지켰다. 조휴와 사이가 좋지 않았는데, 후일 석정에서 조휴를 구해 그에게 치욕을 주기도 한다.                      |
| 위   | 한호   | 《딜버트》                                                  | 조조군의 브레인으로 둔전제를 도입하였다. 하후돈과 함께 '행보관'이라는 별명을 가졌다.                                                                              |
| 위   | 주령   |                                                             | 원소의 휘하에 있다가 조조에게 투항했으며, 팽성에서 유비를 도와 장훈을 죽이고 원술군을 완패시킨다. 이후 우금과 함께 관우에게 투항했다가 풀려난다.                  |
| 위   | 유대   | 《버츄얼파이터》 팔극권 아키라                              | 유비군이 차주를 죽이고 서주를 장악하자 조조의 명으로 왕충과 함께 유비를 공격, 패퇴한다.                                                                           |
| 위   | 왕충   | 《헬싱》 아카드                                             | 유대와 함께 서주의 유비를 공격했으나 패하여 물러간다. |
| 위   | 공수   |                                                             | 관우가 하북으로 떠나기위해 길을 받으려했으나 거절해서 사망한다. 오관참육장의 주인공 중 하나.                                                                      |
| 위   | 맹탄   |                                                             | 관우가 하북으로 떠나기위해 길을 받으려했으나 거절해서 사망한다. 오관참육장의 주인공 중 하나.                                                                      |
| 위   | 한복   |                                                             | 관우가 하북으로 떠나기위해 길을 받으려했으나 거절해서 사망한다. 오관참육장의 주인공 중 하나.                                                                      |
| 위   | 변희   |                                                             | 관우가 하북으로 떠나기위해 길을 받으려했으나 거절해서 사망한다. 오관참육장의 주인공 중 하나.                                                                      |
| 위   | 진기   |                                                             | 관우가 하북으로 떠나기위해 길을 받으려했으나 거절해서 사망한다. 오관참육장의 주인공 중 하나.                                                                      |
| 위   | 왕식   |                                                             | 관우가 하북으로 떠나기위해 길을 받으려했으나 거절해서 사망한다. 오관참육장의 주인공 중 하나.                                                                      |
| 위   | 하후상 | 《로미오와 줄리엣》 로미오                                  | 조비 때 촉과 오를 상대로 많은 공을 세웠던 무장이나 애첩 문제로 실성하여 사망했다.                                                                                 |
| 위   | 등애   | 《람보》 존 람보                                            | 종회와 함께 촉 토벌전을 했으며 유선을 항복시켰다. |
| 위   | 종회   | 《최유기》 손오공                                           | 등애와 함께 촉 토벌전을 했으며 유선을 항복시켰다. |

### 촉한
| 소속 | 인물   | 패러디 요소                                  | 설명 |
| ---- | ------ | -------------------------------------------- | --- |
| 촉한 | 유비   | 《개구리 중사 케로로》 케로로 (의상만)       | 팔이 엄청나게 긴 오타쿠로 등장해 재미 위주로 사용된다. 이 때문에 많은 논란이 있었으나 이후 점점 진지함을 찾아간다. 혹자는 '오타쿠'가 '오덕후'로 읽히기도 하는 데서 덕후(德侯), 즉 '덕이 있는 제후'라는 의미로 생각하기도 한다. |
| 촉한 | 관우   |                                              | 유비의 의제로, 만인지적이란 별명을 가졌으며 유비를 위해 수많은 활약을 떨친다. 조인을 정벌하다가 오의 역습으로 임저에서 죽는다.                                                                                                 |
| 촉한 | 장비   | 《하대리》 하정우 대리                       | 유비의 의제로, 제갈량이 여자로 등장했음을 유일하게 눈치챈다. 관우, 조운과 함께 유비가 자리를 잡는 데 크게 일조한다. 관우의 죽음 이후 실성하여 이에 불만을 가진 부하들에게 죽는다.                                              |
| 촉한 | 유선   | 《푸이》                                     | 유비의 아들로 평생을 걱정 근심 없이 유복하게 살다 간 인물로, 그 때문에 촉은 걱정과 근심에 휩싸였다. 하지만 생각보다 무능한 인물은 아니었다는 것이 후대의 평.                                                                   |
| 촉한 | 제갈량 | 《하대리》 하지현 대리                       | 유비의 모사로, 이 만화에선 여자로 등장하여 마속, 조운과 삼각관계를 이룬다. 북벌로 이름을 떨치지만 실제로 땅을 거의 빼앗지 못한다.                                                                                              |
| 촉한 | 미부인 | 《클레이모어》 클레어 (말투는 브로닌 멀렌)   | 독특한 말투로 관심을 끌었으며, 당양에서 유선(아두)을 조운에게 넘겨주고 자신은 죽는다. |
| 촉한 | 감부인 | 《스트리트 파이터》 춘리                     | 뚱뚱하고 못생긴 유비의 부인으로 그 힘은 어느 장수에게도 지지 않을 것만 같다. |
| 촉한 | 미축   | 《로보트태권브이》 깡통로보트                | 도겸의 밑에 있었던 문신으로, 후일 유비를 섬긴다. 동생 미방이 오나라에 배신하자 부끄러움에 몸부림치다 죽는다. |
| 촉한 | 미방   | 《아라카와 언더 더 브릿지》 별               | 미축의 아우로, 관우에게 구박받다 못해 사인, 반준과 함께 동오에 투항한다. 투항한 이후 하제와 함께 진종을 토벌한다. |
| 촉한 | 조운   | 《무적코털 보보보》 보보보                   | 공손찬 휘하에 있다가 유비 밑으로 들어간 천하의 명장으로, 제갈량을 두고 마속과 다툰다. 하지만 북벌 도중에 생을 마감한다. |
| 촉한 | 위연   | 《인조인간 키카이더》 키카이더               | 본래 형주군의 장수였으나 유비를 흠모하였고, 장사에서 한현을 죽이고 유비에게 투항한다. 삼형제 사후 조운과 함께 촉군의 에이스가 되지만 양의와의 불화로 반란자로 몰려 죽임을 당한다.                                              |
| 촉한 | 관평   | 《배트와 테리》 배트                         | 관우의 아들로, 관우를 도와 많은 전투에 임했으나 협석에서 관우와 함께 죽는다. |
| 촉한 | 유봉   | 《배트와 테리》 테리                         | 유비의 아들로, 조운과 비슷한 헤어스타일을 지녔다. 상용에서 맹달이 배신하자 유비가 책임을 물어 자결을 명령받는다. |
| 촉한 | 하후씨 | 《정글은 언제나 맑음 뒤 흐림》 웨다          | 장비의 아내로, 장포, 장소, 장성채의 어머니다. 작품 내에서는 장비가 기억을 잃었을 때 그를 속여 남편으로 삼는다. |
| 촉한 | 장성채 | 《정글은 언제나 맑음 뒤 흐림》 구우(구루미)  | 장비의 딸로, 4차원적 면모를 지니고 있다. 후일 유선의 부인이 된다. |
| 촉한 | 장소   | 《정글은 언제나 맑음 뒤 흐림》 하레          | 장비의 아들로 장비를 돕는다. 촉한 말기 문관으로 활동한다. |
| 촉한 | 서서   | 《바람의 검심》 켄신                         | 제갈량이 유비에게 오기 전까지 유비의 책사로 있었으며 후일 조조의 휘하로 들어간다. 하지만 조조의 두터운 모사층 사이에서 큰 활약을 펼치지 못하고 죽는다.                                                                         |
| 촉한 | 요화   | 《페이트》 아처                              | 관우의 부장이다. 주창이 등장하지 않아 그 역할도 함께 수행한다. 촉이 멸망할 때까지 제갈량과 강유를 도와 북벌에 임한다. |
| 촉한 | 손건   | 《로봇 찌빠》 찌바                           | 유비 휘하의 문신. 주로 다른 군주와의 외교 임무를 많이 수행했다. 입촉 직후 장로와의 평화 협정을 맺은 뒤 얼마 못 가 죽는다. |
| 촉한 | 유벽   | 《갓 오브 워》 크레토스                      | 유비, 공도와 함께 여남에서 반란을 일으켰으나 조인에게 죽고 만다. |
| 촉한 | 공도   | 《더 킹 오브 파이터즈》 (용호의권) 미스터 빅 | 여남에서 유벽을 도와 난을 일으켰으나 조인에게 쫓기고, 하후연의 토벌대에게 죽는다. |
| 촉한 | 창희   | 《춤추는 무뚜》 무뚜                         | 유비를 도와 조조를 막으려 했으나 친구 우금에게 사로잡혀 죽는다. |
| 촉한 | 적토마 | 《기동전사 건담》 겔구그                     | 조조가 관우에게 선물로 준 말이다. 여포가 타던 원조 적토마의 유전자를 지녔다고 한다. |
| 촉한 | 적로마 | 《낭만돼지 데이지》 마돌이                   | 유비가 신야에서 얻은 말로, 후일 백마로 변해 방통을 죽음에 이르게 한다. |
| 촉한 | 황충   | 《드래곤볼》 무천도사                        | 관우와 대등한 무예를 지녔으며 궁술에도 능해 하후연을 죽이는 등 많은 활약을 한다. 이릉대전 직전 죽는다. |

### 동오
| 소속 | 인물                   | 패러디 요소                                                                       | 설명 |
| ---- | ---------------------- | --------------------------------------------------------------------------------- | --- |
| 동오 | 손견                   | 호랑이                                                                            | '강동의 호랑이'라는 별명을 가지고 있으며 상당한 무력의 소유자이나 작품 내에서 감녕에게 죽는다. |
| 동오 | 손책                   | 《기동전사 건담》 아무로 레이                                                     | 손견의 아들로, '강동의 소패왕'이라는 별명을 가지고 있다. 아버지의 영광을 이어 양주를 제패하나 서주 원정 때 진등의 계책에 휘말려 죽는다.                                                                                     |
| 동오 | 손권                   | 《초시공요새 마크로스》 로이포커                                                  | 손견의 아들이자 손책의 동생으로, 차별 없이 인재를 등용하여 동오의 번영을 이끈다. 하지만 재위 말기에 실정을 거듭한다. |
| 동오 | 손부인                 | 《퀸즈블레이드》 에리나                                                           | 손견의 딸이자 손권의 동생으로, 주유의 계략에 의해 유비와 혼인하였다. 후일 유선을 납치하여 돌아가려 하지만 조운과 장비에 의해 저지당한다.                                                                                    |
| 동오 | 손정                   | 《김삿갓》                                                                        | 손견의 동생이자 손책의 숙부로, 권력욕은 적은 인물이다. 손책이 왕랑을 칠 때 결정적인 작전을 내놓아 승리하도록 한다. |
| 동오 | 정보, 황개, 한당, 조무 | 《특수전대 데카렌쟈》                                                             | 정보 - 레드, 황개 - 블루, 한당 - 그린, 조무 - 옐로 손견의 휘하 장수로 많은 공을 세웠지만 손견 사후 원술의 밑에 있다가 손책에게 귀의한다. 손권 아래에서도 경험과 연륜을 바탕으로 중용받는다.                                 |
| 동오 | 감녕                   | 《캐리비안의 해적》 잭 스패로우                                                   | 손견을 암살하고 능조를 죽였음에도 불구하고 해적이라는 이유로 멸시를 당한 끝에 손책에게 투항한다. 손권군의 선봉장으로 활약하지만 220년 갑자기 죽는다.                                                                        |
| 동오 | 주태                   | 《베르세르크》 가츠                                                               | 손권이 어릴 때 그의 호위무사를 맡았으며, 오나라 최강의 무사이다. 지휘관으로서의 능력은 부족했던 탓에 그리 많은 공을 세우지는 못한다.                                                                                        |
| 동오 | 장흠                   | 《드래곤볼》 프리저                                                               | 손책을 도와 그의 세력의 발판을 마련하였으며, 각종 전투에서 티나지 않게 활약한다. 관우를 치고 형주를 토벌한 뒤 돌아가는 길에 병사한다.                                                                                       |
| 동오 | 태사자                 |                                                                                   | 유요의 부하였으나 손책과 주먹다툼을 벌인 후 주유와 더불어 손책의 친구가 된다. 능력은 뛰어났으나 빛을 보지 못하고 장료에게 죽는다. 유비의 상상속에서 <북해의 별>의 북해의 사자로 출연                                        |
| 동오 | 주유                   | 엘비스 프레슬리》 (환 전투 이전) 《노다메 칸타빌레》 치아키 신이치 (환 전투 이후) | 손책의 친구로, 손책이 죽자 흐트러지려는 오를 떠받친다. 시대를 거머쥘 천재였으나 제갈량의 그늘 아래 파구에서 쓰러져 죽는다.                                                                                                  |
| 동오 | 노숙                   | 《마루코는 아홉살》 하나와                                                        | 주유의 친구로 이름과는 달리 굉장한 부자이다. 주유가 죽고 난 뒤 오나라의 군권을 쥔다. 유비에 대해 적극적인 화친 정책을 편다.                                                                                                 |
| 동오 | 장소, 장굉             | 《슬램덩크》 안자이 미쯔요시 (한글버전 안선생님)                                  | 작가는 이 둘을 이중인격의 동일인물로 묘사한다. 능력만큼은 뛰어난 문신들이다. |
| 동오 | 여몽                   | 《슬램덩크》 사쿠라기 하나미치 (한글버전 강백호)                                  | 등당의 매제로, 노숙이 죽자 동오의 군권을 차지한다. 관우를 쳐서 형주를 빼앗았지만, 얼마 못 가 병사한다. |
| 동오 | 등당                   | 《슬램덩크》 아카기 다케노리 (한글버전 채치수) [별명 : 고릴라]                    | 여몽의 매형이며, 손책의 부장으로 왕랑과의 전투에 참전했으나 전사한다. |
| 동오 | 반장                   | 《오늘부터 우리는》 미츠하시                                                      | 성격은 좋지 못하지만, 실력만큼은 대단해 손권에게 중용된다. 형주 토벌전에서 마충과 함께 관우를 잡고, 삼로전투에서도 하후상의 계략을 간파하며 위군을 돌려보낸다.                                                              |
| 동오 | 서성                   | 《오늘부터 우리는》 이토                                                          | 실력과 인품을 같이 갖춘 인재. 유수구전투에서 적진 깊숙히 좌초했으나 돌파해 본진으로 돌아온 일화가 있다. 이릉대전에서 손환과 함께 의도를 굳건히 지키는 등 많은 활약을 한다.                                                  |
| 동오 | 주치                   | 《아톰》 템마 박사                                                                | 주연의 양아버지로 손책군의 내정을 담당한다. |
| 동오 | 여범                   | 《아톰》 콧수염 아저씨                                                            | 주치와 함께 손책군의 내정을 담당하였으며 크고 작은 전투에서 공을 세워 말년에 대사마의 자리까지 진급한다. 하지만 대사마가 되자마자 병사한다.                                                                                 |
| 동오 | 하제                   | 《아이언맨》                                                                      | 외지를 돌며 많은 수의 반란 세력을 토벌한다. 위나라와의 전투에서도 몇 번 모습을 드러낸다. |
| 동오 | 주연                   | 《아톰》                                                                          | 주치의 양아들로 천부적 장수이자 검소한 인물. 임저에서 관평을 잡고, 삼로전투에서 오랜 기간 지원 없이 강릉을 지켜내며 위군을 물러나게 한다.                                                                                   |
| 동오 | 동습                   | 《닌자거북이》 레오나르도                                                         | 손책이 왕랑을 공격할 때쯤 합류한 산월인 무사. 유수구전투에서, 타고 있던 배가 풍랑을 맞아 침몰하며 죽는다. |
| 동오 | 우번                   | 《베개인간 메롱이》 메롱이                                                        | 왕랑의 참모였으나 이후 손책에게 항복한다. 눈치보지 않고 자신의 의견을 소신있게 말하는 공격적인 처세의 소유자로 유명하다. 이 때문에 지방으로 좌천되어 쓸쓸히 죽는다.                                                         |
| 동오 | 능조                   | 《철권》 미시마 헤이하치                                                          | 능통의 아버지로, 엄백호 토벌 이후 손책군에 합류하였다. 황조 토벌전에서 선봉으로 활약하지만 감녕의 무용에 목숨을 잃는다. |
| 동오 | 능통                   | 《철권》 미시마 카즈야                                                            | 감녕에게 힘에서 밀려 아버지 능조를 구출하지 못한다. 황조 토벌전에서 데빌카즈야로 변신한다. 합비2전투, 장료와의 대결에서 자신의 친구들(전부 철권의 등장캐릭터들.)을 불러 같이 장료를 협공하지만 자신을 제외하고 모두 죽는다. |
| 동오 | 송겸                   |                                                                                   | 손가의 무장으로 장료와 맞섰으나 부상을 입는다. 이후 이릉대전에서 한당과 함께 이릉성을 지킨다. |
| 동오 | 진무                   |                                                                                   | 손권의 무장. 따뜻한 마음씨로 유명했으나 장료와의 전투에서 그만 죽는다. |
| 동오 | 대교                   | 《기동전사 건담》 세이라                                                          | 태위를 지낸 교현의 큰딸. 손책과 결혼한다. |
| 동오 | 소교                   | 《노다메 칸타빌레》 노다 메구미                                                   | 태위를 지낸 교현의 작은딸. 주유와 결혼한다. |
| 동오 | 손유                   | 《아이실드21》 유키미츠 마나부                                                    | 손권의 사촌형. 전쟁터에서도 항상 책을 들고 다니는 공부벌레. |

### 원소 세력
| 소속 | 인물          | 패러디 요소                                                 | 설명                                                                           |
| ---- | ------------- | ----------------------------------------------------------- | ------------------------------------------------------------------------------ |
| 원소 | 원소          | 《기동전사 건담》 가르마 자비 (젊은 시절), 데긴 자비 (말년) | 1화부터 등장. 조조의 라이벌이라고는 하지만 모든면에서 조조보다 부족했다.       |
| 원소 | 원담          | 《기동전사 건담》 기렌 자비                                 |                                                                                |
| 원소 | 국의          | 《토이스토리》 버즈 라이트이어                              | 엄강을 죽이고 공손찬을 죽이러 가는도중 조운에게 한방 맞고 죽는다.              |
| 원소 | 원희          | 《기동전사 건담》 도즐 자비                                 |                                                                                |
| 원소 | 원상          | 《기동전사 건담》 가르마 자비                               | 젊었을 때의 원소와 같은 모습을 하고 있다.                                      |
| 원소 | 고간          | 《귀무자》 고간단테스                                       |                                                                                |
| 원소 | 전풍          | 《미래소년 코난》 라오 박사                                 |                                                                                |
| 원소 | 심배          | 《미래소년 코난》 다이스 선장                               |                                                                                |
| 원소 | 저수          | 《미래소년 코난》 포비                                      |                                                                                |
| 원소 | 봉기          | 《미래소년 코난》 레프카                                    |                                                                                |
| 원소 | 허유          | 《인크레더블》 신드롬                                       |                                                                                |
| 원소 | 허유의 식솔들 | 《진주햄》 줄줄이비엔나                                     |                                                                                |
| 원소 | 신평          |                                                             |                                                                                |
| 원소 | 신비          |                                                             |                                                                                |
| 원소 | 진림          |                                                             |                                                                                |
| 원소 | 안량          | 《자이안트 로보》 GR-1                                      |                                                                                |
| 원소 | 문추          | 《자이안트 로보》 GR-2                                      |                                                                                |
| 원소 | 고람          | 《독수리 오형제》 레드 임펄스 대 대장                       |                                                                                |
| 원소 | 견초          |                                                             |                                                                                |
| 원소 | 한맹          | 《센과 치히로의 행방불명》 머리세개                         |                                                                                |
| 원소 | 장기          | 《곰돌이 푸》                                               | 원소군의 군량담당관. 자만심에 빠져있다가 조조군에 일격을 당함.                 |
| 원소 | 맹대          | 《곰돌이 푸》 피글렛                                        | 장기의 동료. 자만심에 빠져있는 장기에게 간언을 하나 결국 조조군에 일격을 당함. |
| 원소 | 곽원          | 《최유기》 사오정                                           | 여자를 밝힌다.                                                                 |

### 황건적
| 소속   | 인물   | 패러디 요소                          | 설명                                                                           |
| ------ | ------ | ------------------------------------ | ------------------------------------------------------------------------------ |
| 황건적 | 배원소 | 《오늘부터 우리는》 이마이           | 조운에게 한대 맞고 죽음.                                                       |
| 황건적 | 관해   | 《WWE》 헐크 호건                    |                                                                                |
| 황건적 | 하의   | 《욕망! 변태가면》                   |                                                                                |
| 황건적 | 황소   | 황소                                 | 하만과 함께 적들을 감시도중 전위의 칼에 맞아 전사                              |
| 황건적 | 하만   | 하마                                 | 황소와 함께 적들을 감시도중 창에 맞아 전사                                     |
| 황건적 | 장연   | 《WWE》 언더테이커                   |                                                                                |
| 황건적 | 백요   | 《레슬링》 레슬링 선수               | 흑산적 대장                                                                    |
| 황건적 | 우독   | 《레슬링》 레슬링 선수               | 조조의 연주를 공격했으나 패배                                                  |
| 황건적 | 휴고   | 《코에이 삼국지》 휴고(입 벌린 상태) | 흑산적 두령으로 연주를 공격 하지만 내용과 다르게 악진에게 죽음                 |
| 황건적 | 어부라 | 《대한민국 인물》 김좌진             | 흉노왕, 흑산적과 연주를 공격하나 패배, 원술과 연합해서 다시 공격하나 패배한다. |

### 여포 세력
| 소속 | 인물   | 패러디 요소                   | 설명 |
| ---- | ------ | ----------------------------- | --- |
| 여포 | 여포   | 《하대리》 무시나 대리        | 자는 봉선, 오원군 구원현 출생. 초딩의 마인드를 가진 전투의 천재!!                                              |
| 여포 | 초선   | 《아즈망가 대왕》 미하마 치요 | 귀엽고, 공부를 잘한다.                                                                                         |
| 여포 | 여령기 | 《세일러문》 세일러 비너스    | 세일러 비너스... 라고는 하지만 얼굴은 북두의권의 라오우의 얼굴로 그려넣었다.                                   |
| 여포 | 진궁   | 《세일러문》 턱시도가면       | 조조의 휘하에 있었으나 조조의 비인간적인 모습을 보고 여포와 함께 반조조세력을 만듬,그러나 실패하고 결국 죽는다 |
| 여포 | 고순   | 가수 현진영                   | 패배를 모르는 인물이라 함진영이라 불림. 여포세력에서 여포 자신을 제외한 최고의 맹장.                           |
| 여포 | 성렴   | 《시간탐험대》 램프의 바바    | 여포의 친구로 등장한다.                                                                                        |
| 여포 | 후성   | 《꼭두각시 서커스》 판탈로네  | |
| 여포 | 송헌   | 《꼭두각시 서커스》 알레키노  | |
| 여포 | 위속   | 《꼭두각시 서커스》 드트레    | |
| 여포 | 장패   | 《근육맨》 워즈맨             | 여포를 섬겼다가 조조를 섬긴다.                                                                                 |
| 여포 | 오돈   |                               | 장패의 부하로 조조에게 투항                                                                                    |
| 여포 | 손관   |                               | 장패의 부하로 조조에게 투항                                                                                    |
| 여포 | 윤례   |                               | 장패의 부하로 조조에게 투항                                                                                    |
| 여포 | 조성   | 《MC스나이퍼》                | 한가닥 하는 스나이퍼                                                                                           |
| 여포 | 후내   |                               | 팽성상으로 여포의 수하가 되었으나 서황, 사환에게 깨진다.                                                       |
| 여포 | 이추   |                               | 후내의 부장으로 서황에게 깨진다.                                                                               |
| 여포 | 조서   |                               | 후내의 부장으로 사환에게 깨진다.                                                                               |
| 여포 | 설란   | 《미래소년 코난》             | 여포의 부장, 허저에게 죽임을 당한다                                                                            |
| 여포 | 이봉   | 《미래소년 코난》             | 여포의 부장, 이전에게 죽임을 당한다                                                                            |
| 여포 | 범의   | 《그린힐》 오카               | 이전에게 죽임을 당한다                                                                                         |

### 유표 세력
| 소속 | 인물        | 패러디 요소                 | 설명 |
| ---- | ----------- | --------------------------- | --- |
| 유표 | 유표        | 《빨간머리 앤》 매튜 아저씨 | 큰 세력의 주인답지 않게 우유부단하고 띨띨하다. |
| 유표 | 유기        | 《은혼》 시무라 신파치      | 유표의 장남. 동생이 조조에게 항복하자 유비에게 간다. |
| 유표 | 채부인      | 《천추태후》 헌애왕후       | 유종을 옹립하기 위해 유표의 장남 유기를 죽이려 한다. |
| 유표 | 유종        | 종                          | 유표의 차남으로 채부인의 도움으로 후계자 자리에 오른다. |
| 유표 | 채모        | UDT                         | 채부인의 동생으로 수중전의 달인. |
| 유표 | 괴량과 괴월 | 워쇼스키 형제               | 18화부터 등장. 유표 휘하의 모사 형제. |
| 유표 | 송충        | 송충                        | |
| 유표 | 황조        | 《매트릭스》 모피어스       | 19화부터 등장. |
| 유표 | 유호        |                             | 황조의 부장 |
| 유표 | 환희        |                             | 황조의 부장. 손책에게 꼬치가되어 죽는다. |
| 유표 | 장호        | 닭                          | 황조의 부하, 겨드랑이 급소맞고 한당에게 다이 |
| 유표 | 진생        | 인삼                        | 황조의 부하, 필살기는 대추공격 하지만 황개에게 상처하나 못주고 다이 |
| 유표 | 문빙        | 《근육맨》 로빈마스크       | 형주군의 자존심, 조조의 장수 2차정벌때 지원을 가지만 조조 퇴각 때 가후의 만류에도 출전하여 매복하고 있던 이통에게 당함. 유표 사후 차남 유종이 조조에게 항복할 때 조조가 공들여 영입한 장수. 적벽대전 때 출전하지만 화공에 의해 퇴각. |
| 유표 | 유반        |                             | 유표의 조카, 장사를 지켰다. 후에 유비에게 귀순 |

### 마등 세력
| 소속 | 인물 | 패러디 요소                  | 설명                                                                              |
| ---- | ---- | ---------------------------- | --------------------------------------------------------------------------------- |
| 마등 | 마등 | 《전원일기》 김회장(최불암)  | 시골사람.                                                                         |
| 마등 | 마초 | 《건즈 앤 로지스》 액슬 로즈 | 마등의 아들로 그 무예가 엄청나서 그가 지나간 자리에는 풀 한 포기조차 남지 않는다. |
| 마등 | 한수 | 《엑스맨》 매그니토          |                                                                                   |

### 후한
| 소속 | 인물 | 패러디 요소            | 설명 |
| ---- | ---- | ---------------------- | --- |
| -    | 유협 | 《피노키오》           | 동탁에 의해 억지로 즉위. 동탁 사후 조조의 허수아비 신세로 전락했다.                                         |
| -    | 하진 | 《미키마우스》         | 십상시와 다투다가 사망.                                                                                     |
| 후한 | 왕윤 | 교수                   | 초선에게 이간계 시킨뒤 이각잔당에게 죽는다.                                                                 |
| 후한 | 채옹 |                        | 23화에만 등장. 동탁의 시체 앞에서 콘택트 렌즈 때문에 눈물을 흘리는 바람에 왕윤에게 처형된다.                |
| 후한 | 동승 | 《폐인가족》 삼촌      | 헌제 후궁의 장인. 훗날 밀조를 이유로 조조를 타도하려 하다 실패하고 참수된다                                 |
| 후한 | 허공 | 《은혼》 은하의 황태자 | |
| 후한 | 진온 | 사마귀                 | 원술에게 토벌된다.                                                                                          |
| 후한 | 오경 | 가재                   | 유요에게 토벌된다.                                                                                          |
| 후한 | 육강 | 《검단》               | 원술의 부하시절의 손책에게 토벌된다. 육손은 그의 조카                                                       |
| 후한 | 화타 | 《블랙 잭》 블랙 잭    | 후한시대의 명의, 조조의 풍을 치료하려다 도끼로 머리를 째야된다하여 조조에게 죽임을 당한다. 무면허 의사이다. |
| 후한 | 보정 | 《드래곤볼》 크리링    | 관우의 고향친구로 목숨을 구해준다.                                                                          |

### 원술 세력
| 소속 | 인물   | 패러디 요소                   | 설명 | - |
| 원술 | 원술   | 《스파이더맨》 피터 직장 사장 | 원소와 인척이며 가문빨만 있는 양아치                                                                              |   |
| 원술 | 장훈   | 장훈(야구선수)                | 원술 휘하 중 그나마 정상적인 사고방식을 지녔다.                                                                   |   |
| 원술 | 기령   | 《우주의 왕자 히맨》 히맨     | 원술의 최강 무장.                                                                                                 |   |
| 원술 | 뇌박   |                               | 원술의 무장 |   |
| 원술 | 진란   |                               | 원술의 무장 |   |
| 원술 | 뇌여   |                               | 뇌박의 조카이며, 진란,뇌박과 함께 장강일대를 시끄럽게하나 토벌된다. 훗날 촉한에 투항. 삼국전투기에선 전위를 참살. |   |
| 원술 | 순정   |                               | 엑스트라 |   |
| 원술 | 유훈   | 《아따맘마》 아버지           | 여강태수, 손책에게 여강을 빼앗기자 조조에게 투항                                                                  |   |
| 원술 | 유해   | 《아따맘마》 동동이           | 유훈의 아들 |   |
| 원술 | 하간   |                               | 유훈의 장수 |   |
| 원술 | 장가   |                               | 유훈의 장수 |   |
| 원술 | 한윤   | 《요술공주 밍키》 몽몽        | 원술의 관료, 여포에게 정략 결혼을 제안하다가 참수                                                                 |   |
| 원술 | 양대장 | 《대한민국 황대장》 황대장    | 원술의 모사. 수춘을 지키다 조조에게 참살                                                                          |   |

### 동탁 세력
| 소속 | 인물 | 패러디 요소                                         | 설명 | - |
| 동탁 | 동탁 |                                                     | 자는 중영, 농서군 임조현 출신. 전쟁터에선 의기롭고, 용맹스러운 지휘관.. 정치판에선 흉폭, 잔인무도한 폭군..                                           |   |
| 동탁 | 화웅 | 《월드 히어로즈》 쟈니 맥시멈                       | 초반에 반동탁연합군의 공포의 대상이 되지만 손견과 싸워 패배한다. 그러나 손견이 아니라 관우에게 사살됨.(실제 중국 역사상으로 화웅은 손견이 사살했다.) |   |
| 동탁 | 이유 | 《도전 골든벨》 26번 참가자.                        | 동탁의 브레인. |   |
| 동탁 | 서영 | 《맥도날드 세트》 로널드 맥도널드 (맥도날드 캐릭터) | 장안으로 천도하는 동탁을 쫓아온 조조를 괴롭히지만 하후돈에게 죽임을 당한다.                                                                          |   |
| 동탁 | 이각 | 《맥도날드 세트》 콜라                              | 동탁의 부하, |   |
| 동탁 | 곽사 | 《맥도날드 세트》 감자튀김                          | 동탁의 부하, |   |
| 동탁 | 장제 | 《맥도날드 세트》 커피                              | 동탁의 부하, 장수의 숙부로 유표를 공격하다가 사망한다                                                                                                |   |
| 동탁 | 번조 | 《맥도날드 세트》 애플파이                          | 동탁의 부하, |   |
| 동탁 | 왕방 | 《WWE》                                             | 방덕, 마초에게 털린다. |   |
| 동탁 | 이몽 | 《WWE》                                             | 방덕, 마초에게 털린다. |   |
| 동탁 | 최용 | 《프레디(FNAF X)》                                  | 헌제 추격도중 서황에게 죽는다. |   |

### 유장 세력
| 소속 | 인물 | 패러디 요소                               | 설명 |
| ---- | ---- | ----------------------------------------- | --- |
| 유언 | 유언 |                                           | 유장의 아버지, 그냥 익주의 촌민으로 유탄,유범이 죽자 자기도죽는다.                                                             |
| 유장 | 유장 | 《터치》 마츠다이라 코우타로              | 심성은 착하지만 나라를 다스릴 재목으로서는 그 자질이 부족했다.                                                                 |
| 유장 | 유범 |                                           | 유언의 아들로서 유장의 형, 반란을 일으켰다가 낙양에 있던 유범은 처형된다.                                                      |
| 유장 | 유탄 |                                           | 유언의 아들로서 유장의 형, 반란을 일으켰다가 낙양에 있던 유탄은 처형된다.                                                      |
| 유장 | 유모 | 《[야동 有모자이크]》                     | 유언의 셋째 아들로서 유장의 형, 정신병으로 자살한다. 노씨 가문에 태어났으면 큰일 했을 인물.                                    |
| 유장 | 황권 | 《더 킹 오브 파이터즈》(이카리) 클락 스틸 | 유장의 부하. 유비의 촉으로 불러들이는 것이 유장에게 위험할 것임을 알고 반대한다.                                               |
| 유장 | 법정 | 《아이실드 21》 히루마 요이치             | 유장의 부하. 유장의 다른 부하인 장송과 짜고 유장을 배신해 촉을 유비에게 바치기로 한다.                                         |
| 유장 | 장임 | 《베르세르크》 슬렁                       | 유장의 부하. 다른 유장의 부하들이 유비의 부하로 편입된 것과는 달리 끝까지 유장에게 충성을 바친 장수. 여성 캐릭터로 묘사되었다. |

### 공손찬 세력
| 소속   | 인물            | 패러디 요소                                | 설명                                                      | - |
| 공손찬 | 공손찬          | 《짱구는못말려》 히로시 (신짱의 아버지)    | 유비와 친분은 있으나 이민족을 괴롭히는 불한당.            |   |
| 공손찬 | 공손월          | ?                                          | 공손찬의 동생, 등장하기도 전에 죽음                       |   |
| 공손찬 | 공손속          | 《이마이 프라모델》 크로다치 기병대        | 공손찬의 아들                                             |   |
| 공손찬 | 공손찬의 가족들 | 《크레용 신짱》 신노스케, 히마와리, 미사에 | 공손찬의 가족들. 공손찬이 자결할 때 같이 죽인다.          |   |
| 공손찬 | 관정            | 《늑대와 춤을》 존 더비                    | 공손찬의 부장, 상관에게 사랑받는 스타일, 공손찬 사후 전사 |   |
| 공손찬 | 전예            | KOEI 삼국지 11의 전예                      | 어떠한 순간에도 똑같은 포즈만 짓는다.                     |   |
| 공손찬 | 엄강            | 《토이 스토리》 우디보안관                 | 백마의 기병의 지휘관. 국의에게 죽는다.                    |   |

### 기타 제후
| 소속   | 인물      | 패러디 요소                      | 설명 | - |
| 장막   | 장막      | 《5학년 5반 삼총사》 뚝배기      | |   |
| 장로   | 장로      | 《영환도사》                     | |   |
| 왕랑   | 왕랑      | 《율리시스》                     | |   |
| 왕랑   | 주흔      | 밥샵                             | |   |
| 유요   | 유요      | 《WWE》 빅보스                   | |   |
| 유요   | 진횡      | 《WWE》                          | 우저를 지켰다. 그러나 주태에게 한번에 털린다.                                                                |   |
| 유요   | 장영      | 《WWE》                          | 우저를 지켰다. 진무에게 죽는다.                                                                              |   |
| 유요   | 착융      | 《WWE》                          | 장강을 지켰다. 나중에 유요를 배반하지만 유요에게 패하여 죽었다.                                              |   |
| 유요   | 설례      | 《WWE》                          | 장강을 지켰다. 주태에게 죽는다.                                                                              |   |
| 유요   | 우미      | 《WWE》                          | 횡강진을 지켰다. 손책에게 죽는다.                                                                            |   |
| 유요   | 번능      | 《WWE》                          | 횡강진을 지켰다. 손책에게 죽는다.                                                                            |   |
| 장수   | 장수      | 헬보이                           | 장제의 조카로 남양(완)의 제후. 조조를 격파하고 전위를 죽이나, 가후의 권유로 항복                             |   |
| 장수   | 호거아    | 《요괴소년 호야》 토라           | 장수 휘하의 무장, 완 전투에서 조조를 친다                                                                    |   |
| 포신   | 포신      | 사람                             | 동탁연합군에서 포충을 잃고, 그 후 조조에게 연주 넘기다 죽는다.                                               |   |
| 포신   | 포충      | 포돌이                           | 화웅에게 한대 맞고 죽음.                                                                                     |   |
| 전해   | 전해      | 개죽이                           | 존재감이 없다.                                                                                               |   |
| 공주   | 공주      | 공주                             | 존재감이 없다.                                                                                               |   |
| 한복   | 한복      |                                  | 반동탁연합 참가, 공손찬에게 기주를 위협받다 원소한태 빼앗긴다.                                               |   |
| 한복   | 반봉      | 레고                             | 등장부터 화웅에게 죽는다.                                                                                    |   |
| 공융   | 종보      | 《호빵맨》 호빵맨                | 등장하자마자 관해에게 살해된다.                                                                              |   |
| 한복   | 반봉      | 레고                             | 등장부터 화웅에게 죽는다.                                                                                    |   |
| 엄백호 | 엄백호    | 《덤앤더머》 해리 던             | 자칭 동오덕왕. 손책에게 토벌당한다.                                                                          |   |
| 엄백호 | 엄여      | 《덤앤더머》 로이드 크리스마스   | 동오덕왕 엄백호의 동생. 손책에게 토벌당한다.                                                                 |   |
| 양봉   | 양봉      | 《양봉업자》                     | 이락, 호재 등이 헌제를 핍박할 때 서황을 시켜 헌제를 구해낸다                                                 |   |
| 양봉   | 한섬      | 《얏타맨》(이겨라 승리호) 도론죠 | 산적 백파군의 수령. 양봉의 동료로 장안에서 낙양으로 이동할 때 헌제를 억류해 잠시 집권한다                    |   |
| 양봉   | 이락·호재 | 《얏타맨》(이겨라 승리호) 악당들 | 산적 백파군의 수령들. 헌제가 장안에서 낙양으로 이동할 때 헌제를 억류해 잠시 집권하다 조조에게 몰살 당한다    |   |
| 금선   | 금선      | 《아이언맨2》 위플래쉬           | 위용은 굉장하지만 의외로 매우 허약하다.                                                                      |   |
| 조범   | 조범      | 뱀                               | 조운을 꼬득이지만 실패. 최훈 작가의 <프로야구 카툰>에 등장하는 기아 타이거즈 조범현 감독 캐릭터를 옮겨왔다.  |   |
| 조범   | 진응      | 《마계촌》 아더                  | 강인해 보이는 외모와는 달리 조운 앞에서 쫑알거리다가 매를 맞고 쓰러진다.                                     |   |
| 유도   | 유도      | 유도선수                         | 형도영에게 모든 것을 의존했으나 형도영이 패하자 몰락.                                                        |   |
| 유도   | 형도영    | 강풀                             | 유도의 세력을 대표해서 싸웠으나 단 일격에 사망.                                                              |   |
| 한현   | 한현      |                                  | 황충에게 관우를 진압하라고 명령을 내렸으나 마음에 들지 않아 황충을 처벌하려고 하는 순간 위연에게 살해당했다. |   |
| 한현   | 양영      | 《GI유격대》 베로니스            | 황충이 출진하기 전에 출진했으다 관우에게 따귀 한대 맞고 울면서 도망갔다.                                     |   |
| 위풍   | 위풍      | 《블리치》 아이젠 소스케         | 조조가 장안에 머무르는 동안 업에서 난을 일으켜 조비를 죽이려 했으나 조비에게 먼저 발각되어 처형당했다.       |   |

## 특징
삼국지를 바탕으로 한 이때까지 거의 모든 창작물들이 삼국지연의에 기반을 둔 것에 비해 정사삼국지를 기반으로 하여 삼국지연의, 자치통감, 야사까지 다양한 기록물을 바탕으로 재구성한 삼국지 창작물이다. 삼국전투기의 장점은 다른 삼국지와는 달리 전투에 초점을 맞추어 양측 전투의 양상, 지형묘사, 전략 등을 표현하는 데 공을 들였다는 것이다. 또한 제갈량 사후(만화삼국지의 저자 요코야마 미스테루마저 제갈량 사후 이야기는 한권으로 마칠정도로 짧게 했다) 묘사가 전체의 1/3을 차지할 정도로 상세하게 그렸다는 점도 있다.
기존 삼국지와 확연히 다른 점은 장료가 주인공인 삼국지라는 점이다.
단점으로는 작품 초기 2008~2009년 시기에는 정사삼국지의 흐름으로 가되 관우가 화웅을 베는 장면 등 삼국지연의의 내용을 많이 채택하였다.(이 부분에 대해서는 삼국난담에서 최훈이 직접 밝힌적이 있다. 초반 내용마저 정사삼국지로 그리면 너무 임팩트가 없다는 변)
일부 삼국지 팬들의 입장에서는 위나라 인물들에 비해 상대적으로 조촐해보이는 촉나라 인물들의 묘사에 불만을 표하고 있다(오덕후로 묘사된 유비, 대머리로 묘사된 관우, 아프로펌으로 묘사된 조운, 변태할아버지로 묘사된 황충 등). 이와 달리 위나라에 비해 오나라 인물들 역시 피해를 보고 있다는 독자들도 있다. 또 다른 쪽에서는 삼국지연의 이후의 거의 모든 삼국지 창작물에서의 오나라 취급을 생각한다면 위촉오 모두 균형이 잡혔다고도 한다.
삼국전투기는 삼국지나 삼국지연의와는 다른 최훈만의 묘사들도 있다.
- 손견을 감녕이 암살했다.
- 장료가 주인공이다. 기존의 삼국지에서는 유비(삼국지연의), 조조(창천항로) 등 군주급이거나 제갈량같은 비중이 높은 실권자가 주인공인 경우가 많았지만 장료같은 장수가 주인공인 삼국지는 삼국전투기가 처음이다.
- 희대의 문관인 하후현이 그냥 잡장으로 묘사되고 제갈근이 반장한테도 무시당하는 당나귀로 표현되었다.
- 제갈량과 장임을 여자로 표현하였다.
- 황건적의 난을 기존 삼국지와는 달리 맨 마지막에 넣었다.

## 비판
여러 차례 정해진 연재 날짜인 수요일에 연재가 올라오지 않아 마감을 지키지 못한다는 비난을 받았다. 심지어는 정해진 연재 날짜가 거의 없는 경우도 있으며 심각하게 늦을 경우에는 그 다음주 월요일에 업데이트되기도 했다. 이렇게 잦은 지각연재때문에 초기에 비해 많이 인기를 잃었고 후기에는 어느정도 인기있는 웹툰 정도의 위상만 갖게 되었다. 그러나 후반부로 갈수록 칼같은 정시연재로 독자들이 '갓훈'이라고 부르기도 했다.

## 단행본
- 도서출판 길찾기 출판사
  - 삼국전투기 1            - 2006/11/20 발행
  - 삼국전투기 2            - 2007/03/15 발행
  - 삼국전투기 3            - 2007/09/25 발행
  - 삼국전투기 4            - 2008/07/15 발행
  - 삼국전투기 5            - 2011/08/10 발행
  - 삼국전투기 6            - 2018/12/15 발행
  - 삼국전투기 7            - 2019/06/15 발행
  - 삼국전투기 8            - 2019/08/15 발행
  - 삼국전투기 9            - 2020/06/15 발행
  - 삼국전투기 10          - 2020/09/15 발행
  - 삼국전투기 11 (완결) - 2020/12/23 발행
  - 삼국전투기 외전 - 비매품, 11권과 함께 세트

발행일을 보면 4,5,6권 간의 간격이 많이 긴 것을 알 수 있다. 4권과 6권 사이의 기간이 10년이 넘는 이유는 판매의 저조, 작가의 장기휴재. 이 두 가지 이유가 가장 클 것이다.
사실상 단행본은 절판 상태였다. 판매도 저조하고 작가가 언제 완결낼지 모르는 작품을 올컬러로 출판하기란 길찾기 입장에서도 많이 고민이 되었을 것. 
하지만 2016년 완결 이후 삼국지 팬덤 내에서 좋은 평가를 받는 작품으로 꾸준히 수요가 있었고 작가 본인의 의지도 있었기에 (프로야구 시즌 중에도 작업 및 발매가 됐다. 최훈 작가의 프로야구 사랑을 아는 팬들에게는 매우 놀라운 일이 아닐 수 없다) 2018년 이후로 꾸준히 발매되었다. 2020년 겨울, 단행본도 완결되었다.